# Medvode
Medvode (em alemão:   Zwischenwassern) é um município da Eslovênia. A sede do município fica na localidade de mesmo nome.